# توروونور
توروونور (به انگلیسی: Turuvanur) یک روستا در هند است که در کارناتاکا واقع شده‌است.

## خصوصیات
توروونور ۱۳٬۸۰۹ نفر جمعیت دارد.